# コトル
コトル（モンテネグロ語・セルビア語: Kotor/Котор,クロアチア語: Kotor,イタリア語: Càttaro,ラテン語: Acruvium,古代ギリシア語: Ἀσκρήβιον）は東ヨーロッパ・モンテネグロの都市および基礎自治体。コトル湾の静かな場所に位置している。

## 概要
コトル市街の人口は13,510人で基礎自治体内の行政的な中心でもある。基礎自治体全体の人口は2003年現在22,947人である。古い地中海域のコトル港の周囲にある印象的な城壁はヴェネツィア共和国によって築城されたもので、ヴェネツィアの強い影響が市内の建物には残されている。コトル湾はアドリア海ではもっとも陸側にしゅう曲した部分の一つで、時にヨーロッパ最南部のフィヨルドと呼ばれることもあるが実際はリアス式海岸の一部である。近隣にはオリイェンやロヴチェンなどの石灰岩の張り出した崖があり、コトルやその周辺部の美しい地中海的な景観を特徴付けている。近年コトルはコトル湾と旧市街の美しい風景から多くの人々をひき付けていることから、観光客の数が安定的に増加している。また、コトルは「コトルの自然と文化歴史地域」として1979年にユネスコの世界遺産に登録されている。

## 歴史

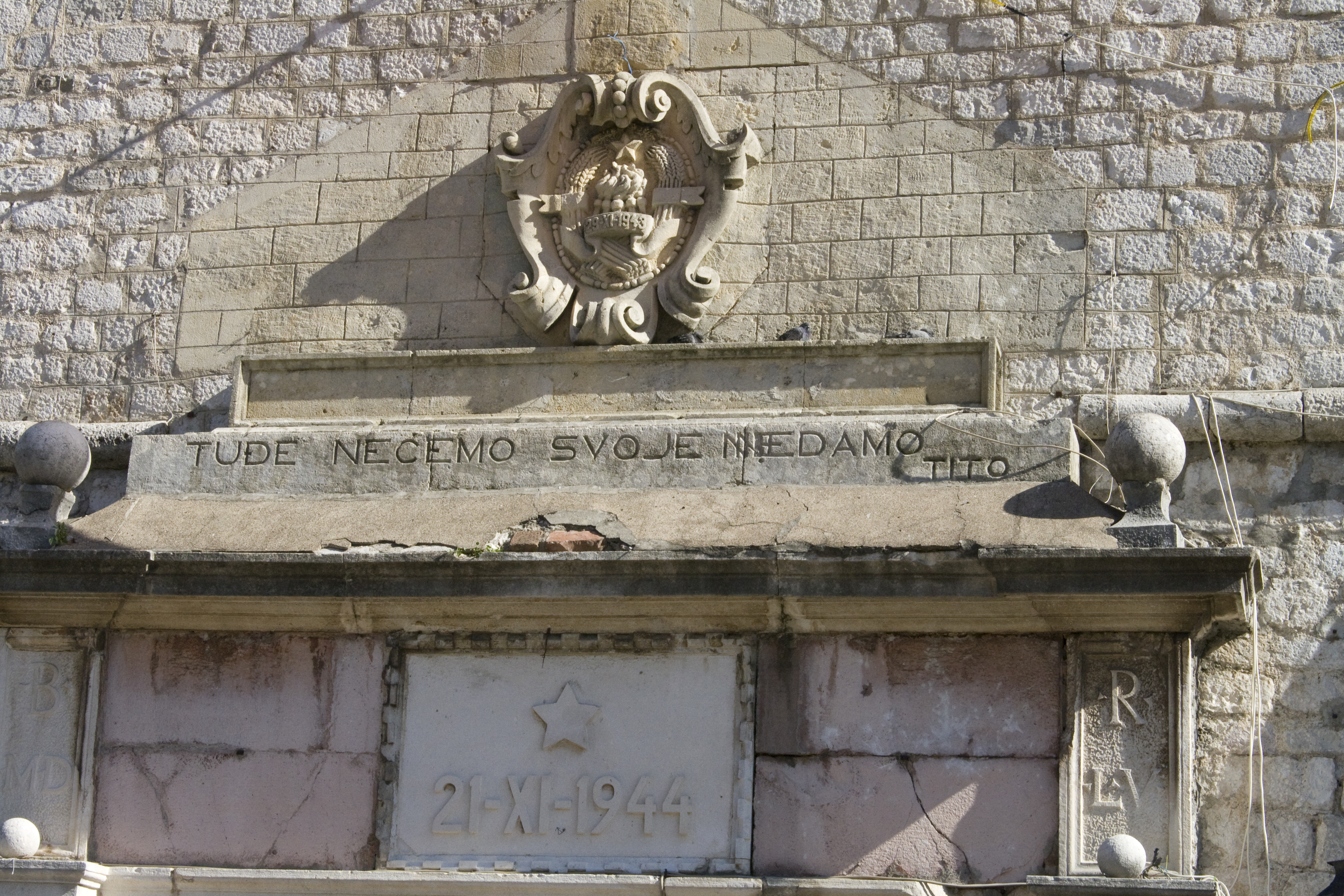
旧市街への入口のサイン

### 古代から中世
コトルが最初に言及されたのは古代ローマ期の紀元前168年で、その頃はアクルヴィウム（Acruvium）、アスクリヴィウム（Ascrivium）、アスクルヴィウム（Ascruvium）の名称で知られダルマチア属州の一部であった。中世初期以来、コトル当時のカッターロ（Cattaro）では都市は要塞化され東ローマ帝国皇帝ユスティニアヌス1世により東ゴート族を追放された後、アクルヴィウムの上に535年要塞が築かれた。コトルは840年にサラセン人により略奪を受けていた。
第二の町が大きく成長したのは10世紀、コンスタンティヌス7世の頃で低コトルに関するとみられる記述がある。コトルは中世期にはイリュリア人がローマ化されたもっとも有力なダルマチアの都市国家の一つであった。11世紀までカッタロではダルマチア語が話されていた。1002年、町は第一次ブルガリア帝国の占領の下でダメージを受け、続いてサムイルによりセルビアに割譲される。しかしながら、地元民はこの協定にラグーサ共和国との同盟により抵抗した。13世紀、すでに司教区が見られドミニコ会やフランシスコ会の修道院が設立されボゴミル派の広がりが監視されていた。14世紀、カッターロは商業で近隣のラグーサ共和国やヴェネツィア共和国と競っていた。コトルは1420年から1797年まで、1538年から1571年と1657年から1699年のオスマン帝国支配期を除いてヴェネツィア共和国領アルバニア・ヴェネタの一部であった。4世紀にわたるヴェネツィアの支配は町にヴェネツィア様式を特徴付ける建物を残しコトルは世界遺産に選ばれている。この間、ルネサンスに関連した文学も大いに隆盛した。ヴェネツィア支配下のコトルでは2度のオスマン帝国の支配や1572年のペストの流行、1563年と1667年の地震による破壊も経験している。

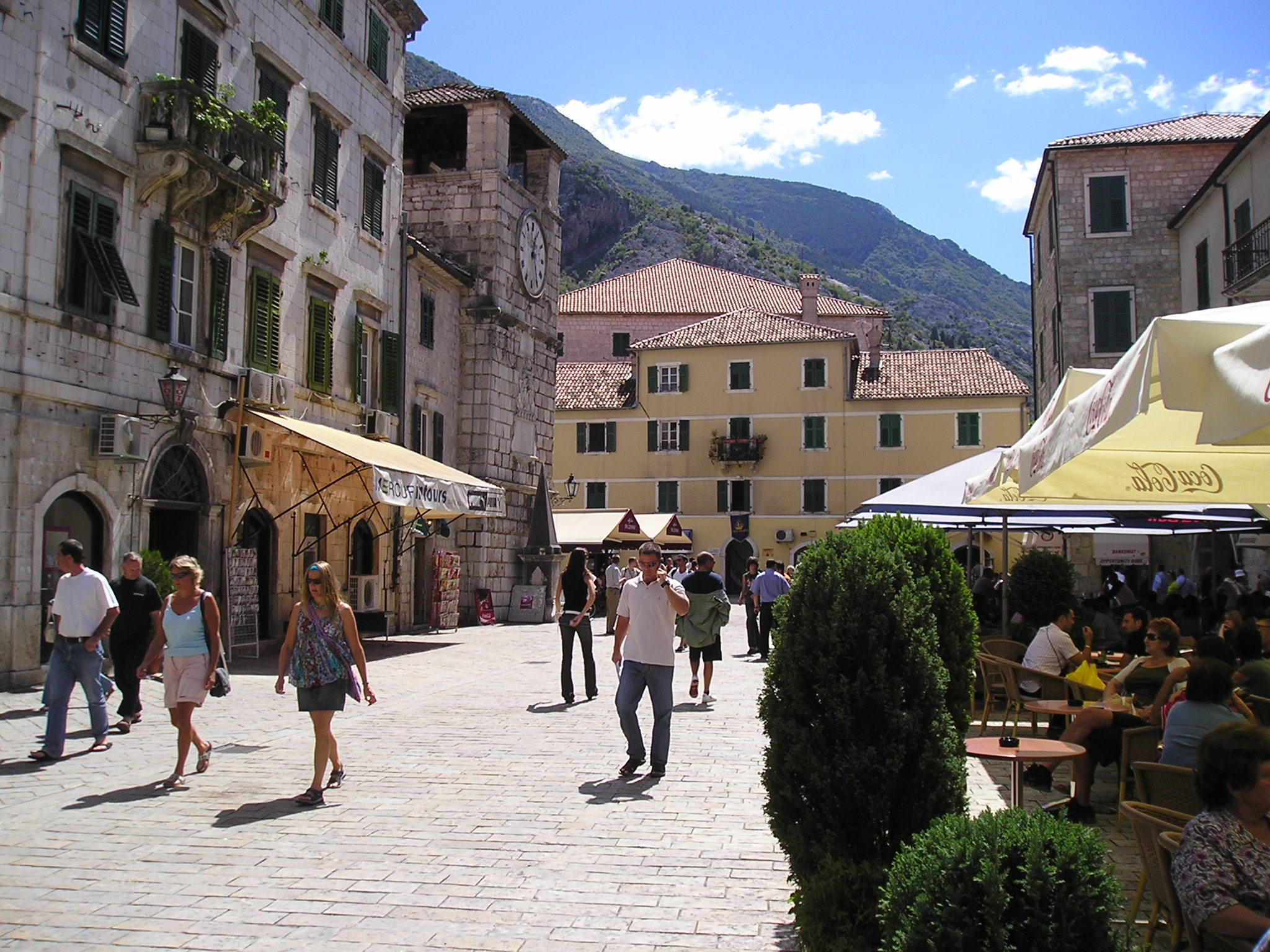
コトルの通り

### 近世から現代
1797年のカンポ・フォルミオ条約によってオーストリア大公国の支配に移る。しかしながら、1805年にプレスブルクの和約によってフランス第一帝政に隷属するナポレオン1世のイタリア王国となるが、事実上はロシア小艦隊、ドミトリー・セニャーヴィンの占領下となる。ロシア撤退後、1806年までイタリア王国の下にあり1810年にフランス帝国イリュリア州となる。ナポレオン戦争が続く中、コトルはジョン・ハーパー提督率いるスループ船HMS Saracenによる湾の攻撃により攻略された。コトル封鎖は風がない状態で、住民は岸に沿ってロープを引っ張った。Saracenの乗組員は後に艦の18ポンド砲をコトル近くのサン・ジョヴァンニ砦に運び、ウィリアム・ホステ大佐の艦HMS Bacchanteを強化した。フランス側の守備隊は降伏する他に手段がなく、1814年1月5日に降伏した。ウィーン会議によりオーストリア帝国へコトルは返還されることになった。第一次世界大戦時、コトルは3港あるオーストリア＝ハンガリー帝国海軍の主要な軍港のうちの一つとなり前弩級戦艦と軽巡洋艦で構成されるオーストリア第五艦隊の母港であった。コトル周辺では地元のスラヴ系のモンテネグロ人とオーストリア＝ハンガリー帝国軍との間で激しい争いもあった。1918年、ユーゴスラビアの一部になるとそれまで、カッターロと呼ばれていたものが公式にコトルとなった。1941年から1943年にかけてはイタリアに併合され、もともとのヴェネツィア名であったコトル湾を意味するボッケ・ディ・カッターロ"Bocche di Cattaro"と呼ばれ、イタリア人のダルマチア総督とカッターロ州が設立され1,075km² の面積に128,000人が居住していた。第二次世界大戦後の1945年、ユーゴスラビア社会主義連邦共和国内のモンテネグロ社会主義共和国となる。1979年4月15日、モンテネグロ沿岸部で大地震が発生し、100人以上の死傷者が出た。コトル旧市街はその半分以上が被災し、聖トリプン大聖堂（en:Katedrala Svetog Tripuna）は部分的に被災している。

## みどころ

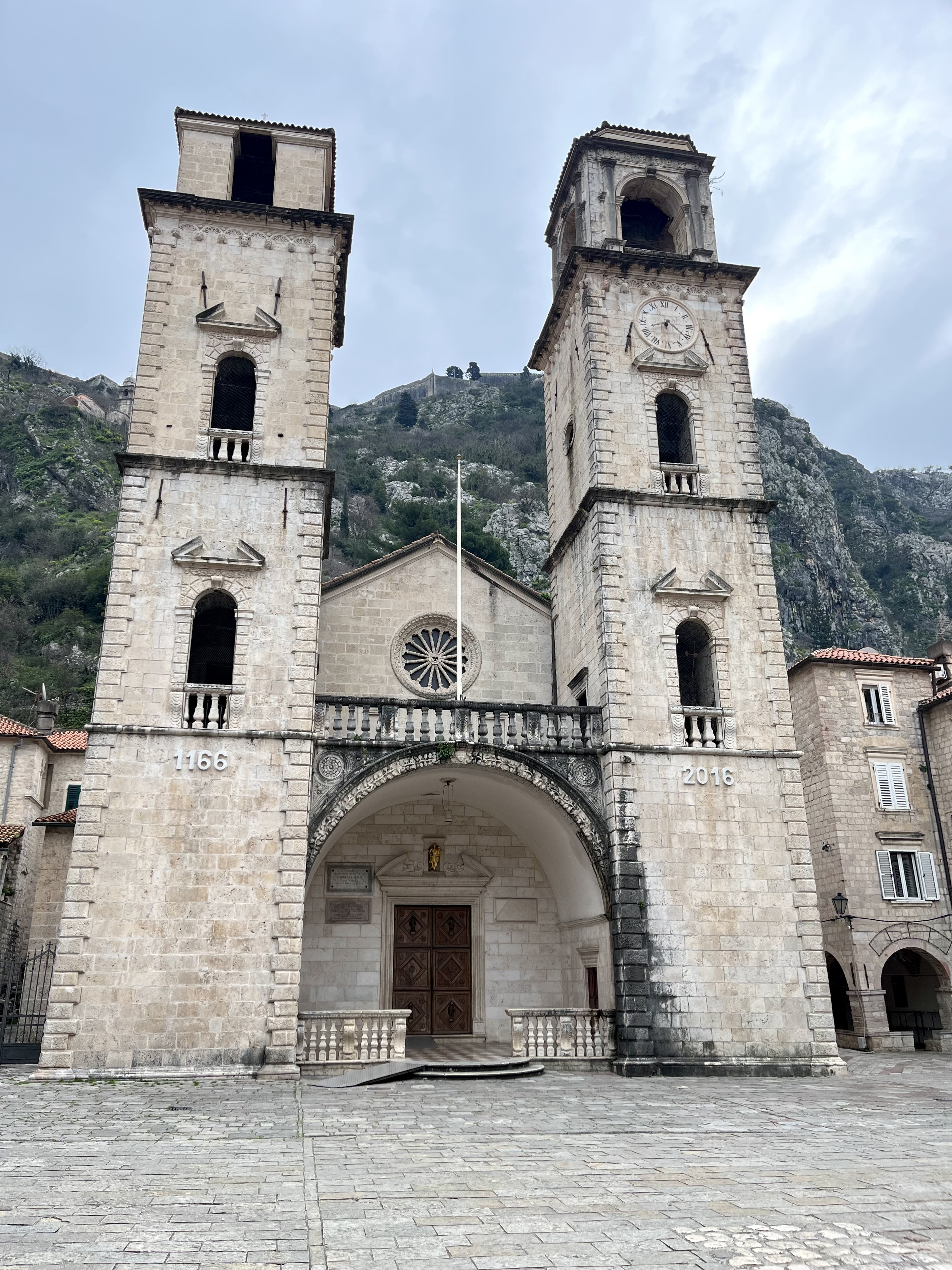
聖トリプン大聖堂

コトルはアドリア海沿岸でも中世の古い町並みが良く保存されたユネスコの世界遺産である。1166年に建てられた聖トリプン大聖堂、セルビア正教会の聖ルカ教会はロマネスク様式の建物で、内部には多くのイコン（聖画）が飾ってある。そのほかには海洋博物館や中央広場の大時計（1602年）など多くの見所があり、総延長4.5kmの長さをほこる古代の城壁が市街地の上にそびえる。スヴェティ・ジョルジェ(Sveti Đorđe)やゴスパ・オド・シュクピイェラ(Gospa od Škrpijela)などペラスト沖の小島もまたコトル周辺部ではポピュラーな目的地である。

## 人口
コトルはコトル基礎自治体の行政的な中心で、コトル基礎自治体内にはドブロタ、リサン、ペラストなどの町をはじめコトル湾沿岸の小さな村落が含まれる。1800年代の人口はセルビア人、クロアチア人、イタリア人がそれぞれ 1/3ずつで構成されていた。その後イタリア系はほとんど見られなくなり現在ではモンテネグロ人が多数派となっている。2003年の調査によればコトル自治体の人口は22,947人で、コトル市街は5,341人であった。しかし、実際的にコトルとドブロタは一つの町で合わせて13,176人である。
- コトルの人口（ドブロタを含む）
  - 1981年3月3日 - 10,780人
  - 1991年3月3日 - 12,903人
  - 2003年9月1日 - 13,176人

- 民族構成 (1991年調査)
  - モンテネグロ人 (55.24%)
  - セルビア人 (14.07%)
  - クロアチア人 (7.23%)

- 民族構成 (2003年調査) - 基礎自治体内の人口22,947人
  - モンテネグロ人 - 10,741人 (46.81%)
  - セルビア人 - 7,094人 (30.91%)
  - クロアチア人 - 1,762人 (9.37%)
  - ユーゴスラビア人 - 168人 (0.73%)
  - ムスリム - 106人 (0.46%)
  - アルバニア人 - 76人 (0.33%)
  - マケドニア人 - 49人 (0.21%)
  - ロマ - 48人 (0.21%)
  - ロシア人 - 39人 (0.17%)
  - スロベニア人 - 35人 (0.15%)
  - イタリア人 - 32人 (0.14%)
  - マジャール人 - 32人 (0.14%)
  - アッシュカリー - 20人 (0.09%)
  - ボシュニャク人 - 16人 (0.07%)
  - ドイツ人 - 14人 (0.06%)
  - その他 - 133人 (0.58%)
  - 不明 - 2,165人 (9.43%)
  - 地域起源 - 202人 (0.88%)
  - データ無し - 215人 (0.94)

- 1900年来の文書によれば、コトルには7,617人のカトリック教徒と7,207人の正教徒がいた。コトル司教区はコトル湾岸域をカバーしている。2003年の調査で基礎自体人口22,947人のうち78%は正教徒、13%はカトリック教徒とされている。

## 交通
コトルはアドリアハイウェイによってクロアチアなどのアドリア海沿岸とヴルマツトンネルによってモンテネグロ内陸部と結ばれている。ツェティニェとは歴史的な街道によって結ばれ、コトル湾のみごとな景色を楽しむことが出来る。ティヴァト空港はコトルからは5km離れた場所にあり、ベオグラードやモスクワ、パリへの定期便の他、夏のヴァカンスシーズンには数多くのチャーター便が就航している。ポドゴリツァ空港は65km離れた場所にあり欧州の各都市へ就航している。

## ゆかりの人物
- ボシュコ・ヴクサノヴィッチ - 水球選手

## 姉妹都市
- セゲド, ハンガリー

## 周辺
近隣の古都市
- Dobrota
- Muo

## 世界遺産
「コトルの自然と文化歴史地域」は、1979年、ユネスコの世界遺産に登録された（ID125）。また、2017年、コトルの要塞都市として、世界遺産「16世紀から17世紀のヴェネツィアの防衛施設群:スタート・ダ・テッラと西スタート・ダ・マール」の一部として登録された（ID1533）。

### 登録基準
この世界遺産は世界遺産登録基準のうち、以下の条件を満たし、登録された（以下の基準は世界遺産センター公表の登録基準からの翻訳、引用である）。
- (1) 人類の創造的才能を表現する傑作。
- (2) ある期間を通じてまたはある文化圏において、建築、技術、記念碑的芸術、都市計画、景観デザインの発展に関し、人類の価値の重要な交流を示すもの。
- (3) 現存するまたは消滅した文化的伝統または文明の、唯一のまたは少なくとも稀な証拠。
- (4) 人類の歴史上重要な時代を例証する建築様式、建築物群、技術の集積または景観の優れた例。